# Aponogeton crispus
Aponogeton crispus là một loài thực vật có hoa trong họ Aponogetonaceae. Loài này được Thunb. mô tả khoa học đầu tiên năm 1784.